# Kanaloa (Gottheit)
In den Traditionen des alten Hawaiʻi ist Kanaloa einer der vier Hauptgötter neben Kū, Kāne und Lono. Er ist ein Gott des Ozeans, der Heilung und der langen Reisen, symbolisiert durch den Tintenfisch oder den Oktopus, und wird typischerweise mit Kāne in Verbindung gebracht.
Es ist auch ein alternativer Name für die Insel Kahoʻolawe.

## Legenden und Gesänge
In Legenden und Gesängen werden Kāne und Kanaloa als komplementäre Kräfte dargestellt. Während Kāne zum Beispiel beim Bau des Kanus angerufen wurde, wurde Kanaloa bei der Fahrt mit dem Kanu angerufen. Ebenso beherrschte Kāne den nördlichen Rand der Ekliptik, während Kanaloa ihren südlichen Rand beherrschte, Kanaloa ist „das Unterbewusstsein zu Kānes Bewusstsein“. Kanaloa wird traditionell auch als Meeresgott dargestellt, daher seine Assoziation mit Seefahrt oder Kopffüßern. Es gibt jedoch auch Interpretationen, die Kanaloa als Kāne untergeordnet sehen.
Kanaloa gilt auch als Gott der Unterwelt und als Lehrer der Magie. Legenden besagen, dass er der Anführer der ersten Gruppe von Geistern wurde, die von den Göttern „ausgespuckt“ wurden. Mit der Zeit führte er sie zu einer Rebellion, bei der die Geister von den Göttern besiegt und zur Strafe in die Unterwelt geworfen wurden. Im traditionellen Hawaiʻi vor dem Kontakt war Milu der Herrscher der Unterwelt, wo die Geister der Toten wohnten.

## Auge des Kanaloa
Das Auge des Kanaloa ist ein esoterisches Symbol, das in der New-Age-Lehre „Huna“ mit dem Gott assoziiert wird. Es besteht aus einem siebenzackigen Stern, der von konzentrischen Kreisen umgeben ist, die regelmäßig durch acht Linien unterteilt sind, die vom innersten Kreis zum äußersten Kreis strahlen. Als New-Age-Religion, die im 20. Jahrhundert von einem amerikanischen Gründer entwickelt wurde, hat Huna nichts mit der hawaiischen Religion zu tun.

## Als Namensgeber
Nach Kanaloa wurde ein Aliʻi benannt – er war ein Sohn von Kanipahu und einer seiner Gemahlinnen, entweder Hualani oder Alaʻikauakoko.